# 斯塔克 (新罕布什爾州)
斯塔克（英語：Stark）是一個位於美國新罕布什爾州庫斯縣的鎮。

## 人口
根據2020年美國人口普查的數據，斯塔克的面積為154.70平方千米，當中陸地面積為152.30平方千米，而水域面積為2.40平方千米。當地共有人口478人，而人口密度為每平方千米3人。